# Яструб намібійський
Яструб намібійський (Accipiter ovampensis) — хижий птах роду яструбів родини яструбових ряду яструбоподібних, що мешкає в Африці на південь від Сахари.

## Опис

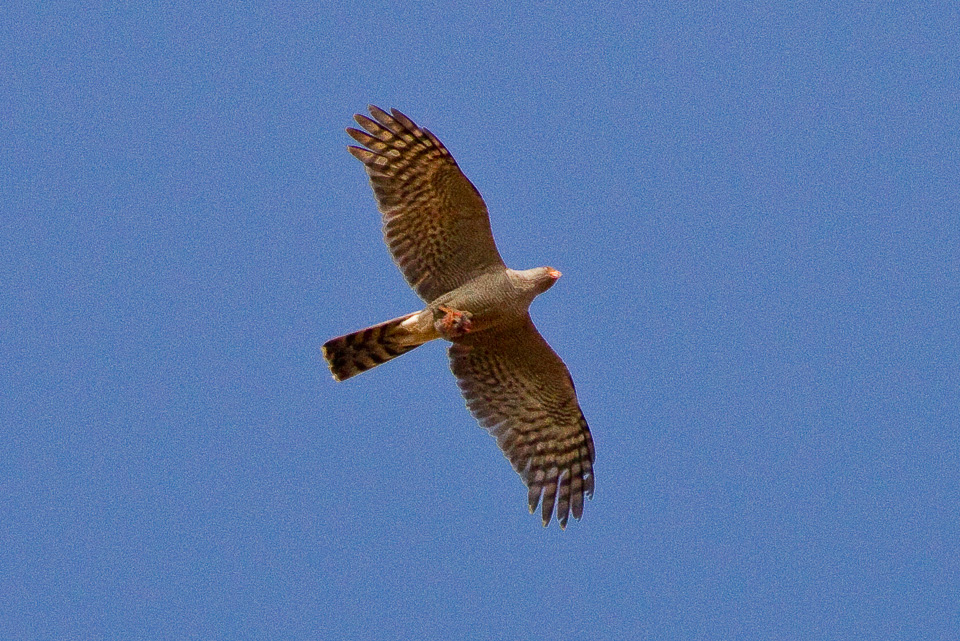
Намібійський яструб в польоті

Довжина тіла намібійського яструба становить 30–40 см, розмах крил 60–75 см. Виду притаманний статевий диморфізм: самці важать 105–190 г, самки 180–305 г. 
Птах має короткий дзьоб і довгі, тонкі, жовті лапи. Кінці крил досягають середини досить короткого хвоста. Очі темно-червоні. Забарвлення представлене в двох морфах: світлій і темній. У самців світлої морфи верхня частина тіла світло-сірого кольору, на хвості чергуються сірі і чорні смуги, на гузці численні білі плямки. На горлі і животі численні сірі і білі смужки, нижня частина живота біла. Верхня частина тіла самок світлої морфи має більш рівномірне коричневе забарвлення, а живіт більш смугастий. Дорослі птахи темної морфи повністю темно-коричневі, за винятком хвоста. У молодих птахів верхня частина тіла коричнева, над очима помітна смуга. Хвіст покритий смужками, але менш вираженими. Нижня частина тіла кремового кольору, на боках темні смуги.

## Поширення й екологія
Намібійський яструб мешкає в Африці на південь від Сахари, здебільшого південніше екватора. Окрема популяція мешкає в Східній Африці, від Ефіопії і Еритреї до Танзанії. Основна популяція мешкає на півдні Африки. Видову назву Accipiter ovampensis отримав на честь Овамболенда, регіону в Намібії.
Намібійський яструб віддає перевагу узліссям і ділянкам між лісом і саваною. Мешкає в міомбо.

## Раціон
Раціон намібійського яструба майже виключно складається з птахів. Зазвичай це невеликі птахи вагою до 60 г, хоча самки іноді полюють на птахів вагою до 250 г.

## Розмноження
Намібійський яструб є територіальним птахом. Відкладає яйця в період з серпня по листопад, в кладці від одного до п'яти яєць. Самка насиджує яйця, самець 2–3 рази на день приносить здобич. Через 18 днів після вилуплення пташенят самка теж починає полювати. Пташенята покриваються пір'ям через 33–39 днів, а через місяць стають повністю незалежними.

## Таксономія
Намібійський яструб тісно пов'язаний з мадагаскарським яструбом (Accipiter madagascariensis). Філогенетичний аналіз показав, що ці два види утворюють кладу.

## Збереження
Це численний і широко поширений птах. МСОП вважає цей вид таким, що не потребує особливого збереження.